# ヤマトケタス
ヤマトケタス（学名：Yamatocetus）は、日本の福岡県北九州市若松区で化石が発見された、漸新世の海洋に生息した絶滅したクジラの属。北九州市立いのちのたび博物館に所蔵された標本KMNH VP 000,017がホロタイプ標本に指定されている。頭部と頸椎・胸椎と肋骨および前肢の骨が保存されている。属名は日本の古称である大和に由来する。

## 発見と命名
ヤマトケタスの化石は1981年に福岡県北九州市若松区で北九州市自然史友の会の亀井俊幸によって発見された。亀井は当時芦屋層群の化石採集をしており、地表に露出した脊柱を発見した。発見された化石は北九州市立いのちのたび博物館（当時・北九州市立自然史博物館）の岡崎美彦により採集・クリーニングされ、標本番号KMNH VP 000,017として収蔵された。
本標本の産出層準は芦屋層群陣ノ原層である。陣ノ原層自体の具体的な放射年代・層序年代は明らかでないが、下位層である則松層が浮遊性有孔虫と石灰質ナンノ化石の層序年代に基づいて後期漸新世の前期とされ、また芦屋層群から中新世を示す微化石・大型化石の群集が産出していないことから、本層は後期漸新世の前期と推測されている。
KMNH VP 000,017には1個の完全な頭蓋骨、その頭蓋骨の内側に付随する左右の歯骨、左前肢、頸椎、不完全な前側の胸椎、複数の肋骨が保存されている。頭蓋骨と頸椎は関節しており、また頭蓋骨は腹側を上にして産出した。頸椎と胸椎の神経棘が変形により傾斜しているが、それを除けばほぼ変形の影響を受けていない。Okazaki (2012)は本標本をホロタイプ標本とし、Eomysticetidaeの新属新種Yamatocetus canaliculatusを命名した。属名は「大和のクジラ」を意味し、タイプ種の種小名は「溝を伴う」を意味する。

## 特徴
本属はEomysticetidaeに属する。前肢の基本構造は現生ヒゲクジラ類と類似しており、既に前肢がフリッパー状に変化して遊泳適応を遂げていたことが示されている。吻部の前後方向の中央部付近に鼻骨が存在する（鼻骨が長い）点、頭頂骨が側頭骨間領域に沿って前頭骨-上後頭骨頂点間に露出する点、歯骨に大型の鉤状突起が存在する点で、本属はナガスクジラ科・セミクジラ科・コククジラ科・コセミクジラ科と異なる。肩甲骨の肋骨側が窪んでおり、これはヒゲクジラ類における祖先的な特徴である。
頭骨の基本構造や、眼窩の付近まで後退した外鼻孔の位置といった特徴はEomysticetusと類似する。2属の間には共通点が多く、他のヒゲクジラ類と異なり側頭骨間の領域が長いこと、鱗状骨のzygomatic processesが極端に長いこと、上腕骨・尺骨・橈骨の長さがほぼ等しいことが共通する。この上腕骨と尺骨・橈骨の長さの比率はより後の時代のヒゲクジラ類よりも上腕骨が相対的に長いことを意味しており、遊泳能力の低さを示している。
他のEomysticetidaeの種からYamatocetus canaliculatusを区別する特徴としては、鼻骨の正中線上に隆起が存在せず吻側から見て平坦であること、歯肉溝が下顎だけでなく上顎にも存在すること、背側から見て前縁と後縁が平行な上眼窩突起が存在すること、吻部の先端がそれほど尖らず鈍いことが挙げられる。歯骨はほぼ水平で、下降するEomysticetusのものと異なる。
幅広な吻部は現生のヒゲクジラ類も行う濾過摂食に適した形質状態と見られており、吻部腹側に存在する栄養溝も併せて鯨ひげを用いた濾過摂食性の証拠が示唆されている。ただし前上顎骨の溝には歯槽に類似する窪みが存在しており、少なくともある個体成長段階において歯を有したことが示唆される。これらを踏まえると、ヤマトケタスは進化の過程で歯を失いつつあったと見られる。なお、上下の顎の縁が一致することから、現生のヒゲクジラ類と比較すると顎の動作・機能は単純であったと推測されている。

## 古環境
芦屋層群から化石が産出した脊椎動物のうち属・種レベルで同定されているものには、カメのIndotestudo takasagoやTrionyx sp.、プロトプテルム科のコペプテリクス・ヘクセリスとコペプテリクス・ティタンがいる。

## 展示
2017年12月から2018年2月にかけて北九州市立いのちのたび博物館で開催された二次的水棲適応をテーマとする企画展「アクア・キングダム」では、ヤマトケタスの実物のホロタイプ標本が展示された。また2023年3月に同館がリニューアルされた際、全身復元骨格が常設展示に追加された。